# Anjō
Anjō è una città giapponese della prefettura di Aichi.

## Geografia fisica
Anjō si trova nel sud della prefettura di Aichi, a circa 30 chilometri dal centro di Nagoya.

### Città confinanti
- Okazaki
- Hekinan
- Kariya
- Toyota
- Chiryū
- Nishio